# Chacina do Tibagi
A Chacina do Tibagi foi um massacre contra indígenas que ocorreu no século XVIII no município de Telêmaco Borba, no Paraná.

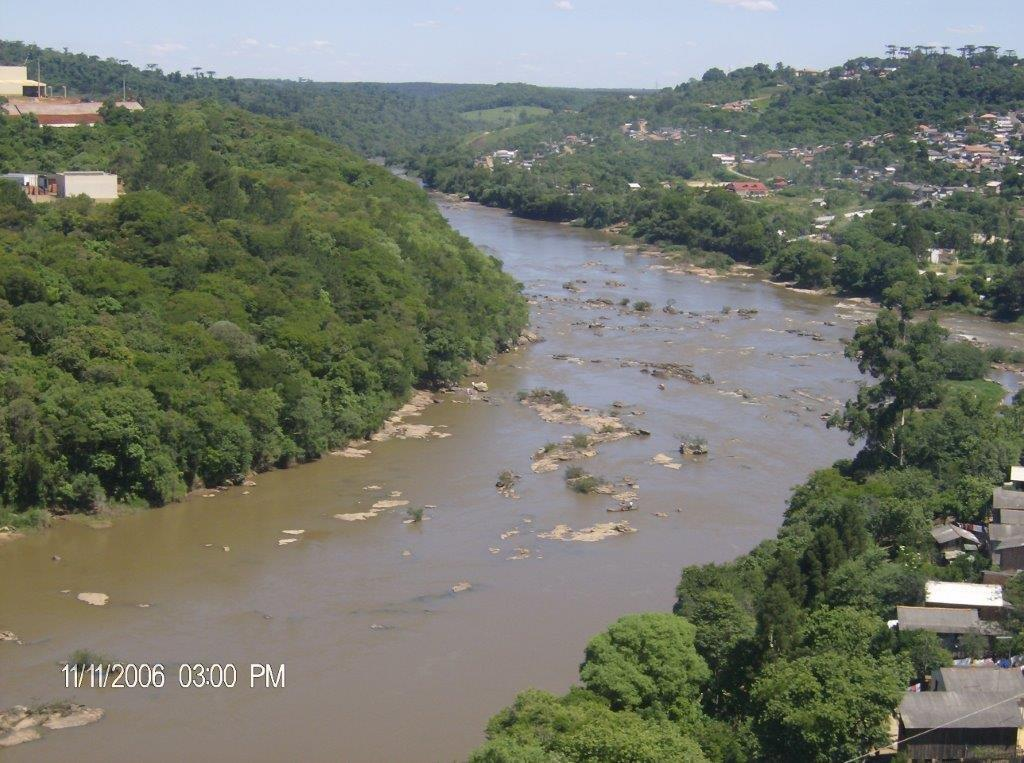
Rio Tibagi, entre a cidade de Telêmaco Borba e o bairro de Harmonia.

O vale do rio Tibagi era habitado por inúmeras famílias de índios caingangues. Esse povo era conhecido como coroados, bugres ou botocudos e desde da colonização da região, sofreram com diversos conflitos que dizimou várias ocupações dos nativos.
Com a ocupação dos Campos Gerais do Paraná por sesmeiros, a região foi aos poucos sendo transformada em inúmeras fazendas com forte vocação para o desenvolvimento da pecuária. Entre os principais nomes de fazendeiros que se destacaram no século XVIII no Paraná, está o fazendeiro José Felix da Silva Passos, que atuou politicamente na cidade de Castro, onde foi juiz ordinário (1789), juiz de conselho (1793), ajudante de milícias e, em 1796, capitão de ordenanças em Piraí e Furnas. Foi ainda fiscal das minas de ouro e diamante na região do rio Tibagi. A relação entre José Félix e os índios era a pior possível, já que eles eram considerados um obstáculo para a expansão dos domínios do latifundiário, pois invadiam plantações, matavam animais e atrapalhavam a passagem dos tropeiros.
Felix da Silva era proprietário da fazenda Fortaleza e certo dia seu amigo Brígido Álvares fora até a fazenda para o visitar e no retorno até a cidade de Castro foi assassinado pelos índios. Com uma flecha em cada olho, sua cabeça foi espetada num dos portões da fazenda de José Felix. Isso foi a gota d'água no conturbado convívio entre os indígenas e o sesmeiro.
O grande latifundiário resolveu vingar a morte de Álvares, foi então que mandou chamar o comparsa paulista Antônio Machado Ribeiro e assim organizaram a represália aos caingangues.
A chacina ocorreu a mais ou menos a 50 quilômetros ao norte da Fazenda Fortaleza e ali aconteceu o que ficou conhecido como “chacina do Tibagi”. Os indígenas foram encurralados pelo grupo armado em um morrinho onde hoje é o hospital de Harmonia e o hotel Ikapê. No massacre, não foram respeitadas nem mulheres e nem crianças. O sangue empapou a relva e correu em filetes para as águas do riozinho próximo. Os cadáveres ficaram amontoados e por muitos dias os corvos sobrevoaram os corpos insepultos. Desde então, o rio e a localidade passou a se chamar Mortandade, nome que só foi mudado cerca de 150 anos depois, em meados do século XX.

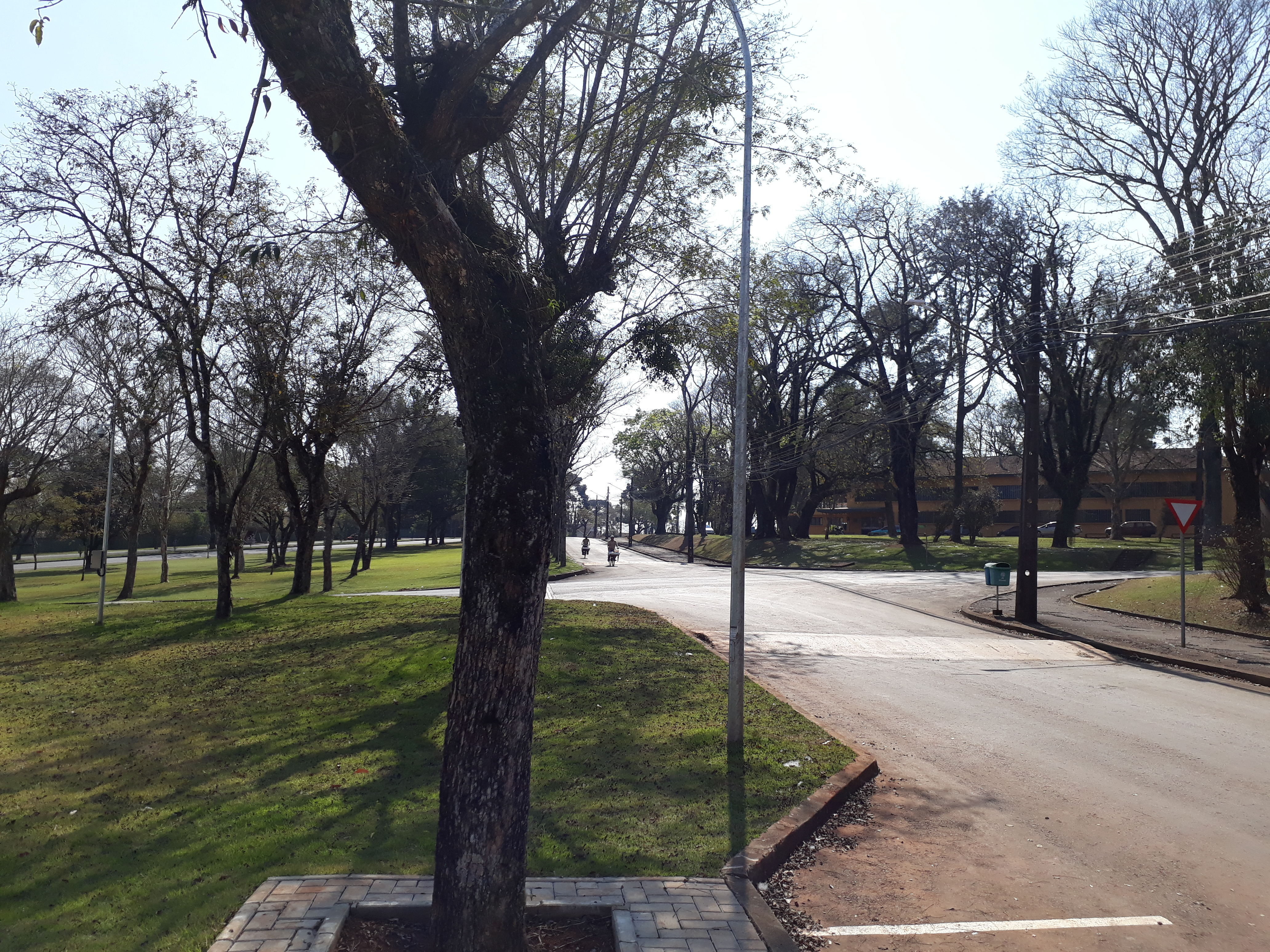
Bairro de Harmonia, na atualidade, no município de Telêmaco Borba.

Os caingangues remanescentes afundaram-se no sertão e deixaram em paz o senhor da Fortaleza, que pelo seu feito requereu e obteve a maior sesmaria da região: os 65.000 alqueires das terras do rio do Alegre, do Monte Alegre, da Fazenda que organizou e chamou Fazenda Monte Alegre. Incorporou-a às terras da fazenda sede. Conduziu para suas pastagens o gado excedente de diversas invernadas. Antônio Machado Ribeiro, obteve como prêmio as terras da Fazenda Tibagi, que abrangia desde as margens desse rio na confluência com o Iapó até a margem esquerda do rio Paranapanema.
Por volta de 1940 a localidade de Mortandade recebeu a instalação das Indústrias Klabin e assim um núcleo de moradores foi estabelecido ao lado do rio Das Mortandades, onde estava sendo instalada a fábrica. A localidade, que no tempo presente faz parte do município de Telêmaco Borba, passou a ser denominada de Harmonia, em sugestão de Ema Klabin que havia mudado em 1941 o nome do rio para Harmonia.